# Gioia del Volley
Il Gioia del Volley è stata una società pallavolistica maschile italiana con sede a Gioia del Colle.

## Storia
Il Gioia del Volley viene fondato nel 2007 per volere del presidente Angelo Antresini: la squadra viene ammessa alla Serie B1 dove riesce a chiudere al secondo posto la regular season per poi essere eliminata alle semifinali nei play-off promozione; tuttavia, grazie all'acquisto del titolo sportivo dal 2000 Terlizzi, il club di Gioia del Colle esordisce nella stagione 2008-09 in Serie A2.
Nella prima annata in serie cadetta il Gioia del Volley raggiunge la finale nella Coppa Italia di categoria e sfiora la promozione in Serie A1 perdendo la serie finale contro la Top Volley di Latina, formazione che l'aveva anche sconfitta nella coppa nazionale; la stagione successiva, l'ultimo posto in classifica, condanna la squadra pugliese alla retrocessione in Serie B1: poco dopo il club viene ritirato, cessando ogni tipo di attività.